# Pjotr Grigorjewitsch Demidow
Pjotr Grigorjewitsch Demidow (russisch Пётр Григорьевич Демидов; * 6. Augustjul. / 17. August 1740greg.; † 12. Januarjul. / 24. Januar 1826greg.) war ein russischer Unternehmer.

## Leben
Demidow aus der Demidow-Familie war der jüngste Sohn Grigori Akinfijewitsch Demidows und Enkel Akinfi Nikititsch Demidows. Zusammen mit seinen Brüdern Alexander und Pawel wurde er 1751 Student an der Universität Göttingen. Er lernte Sprachen, studierte Musik und spielte Kontrabass. Die Brüder mussten wöchentlich ihrem Vater brieflich Bericht erstatten. Während der zehnjährigen Grand Tour der Brüder gab Demidow 58.000 Rubel aus.
Im September 1761 kehrten die Brüder nach Russland zurück. Zwei Monate später starb der Vater. Die drei Brüder erbten 4 Kupferhütten, 3 Eisenhütten, eine Saline, eine Gerberei, 10 Häuser in verschiedenen Städten und 9500 leibeigene Bauern und Arbeiter. 1765 einigten sich die drei Brüder auf eine wirtschaftlich vernünftige gleichmäßige Aufteilung des Erbes. Pjotr Demidow erhielt zwei Eisenhütten und ein Haus in St. Petersburg an der Moika. Sein Bruder Pawel war an der Unternehmertätigkeit nicht interessiert, so dass er 1967 seine Roschdestwenski-Eisenhütte an Demidow verkaufte. Später baute Demidow dort eine weitere Eisenhütte. Außerdem erhielt er von Pawel ein zweites Haus in St. Petersburg neben dem ersten.
1783 erwarb Demidow den Siworizy-Hof im jetzigen Gattschinski rajon. Dort ließ er sich von Iwan Jegorowitsch Starow ein Herrenhaus bauen und einen Landschaftspark am Siworka-Fluss anlegen. Dazu wurde 1784 eine neue Nikolaikirche aus Stein gebaut.
1800 wurde Demidow zum Oberdirektor der St. Petersburger Handelsschule und zum Geheimen Rat (3. Rangklasse) ernannt, während der Schriftsteller Wassili Sergejewitsch Podschiwalow Direktor wurde. Die Schule war auf Initiative und mit dem Geld seines Onkels Prokofi Akinfijewitsch Demidow 1772 in Moskau als Schule für Kaufmannskinder am Waisenhaus gegründet worden. Iwan Iwanowitsch Bezkoi schuf den Lehrplan, dessen erstes Ziel die Persönlichkeitsbildung war, so dass die Vermittlung des für die Handelstätigkeiten nötigen Wissens erst an zweiter Stelle stand. Alle drei Jahre wurden sechsjährige Jungen aufgenommen, die bis zum Abschluss nach 15 Jahren kostenfrei in der Schule blieben. Der Zuspruch aus Kaufmannsfamilien war gering, da ungern 15 Jahre lang auf die Mitarbeit der Söhne verzichtet wurde. 1800 wurde die Schule vom Waisenhaus abgetrennt und nach St. Petersburg verlegt. Die Schulzeit sollte auf 10 Jahre verkürzt werden mit Erneuerung des Lehrplans. Demidow erwies sich nun als fähiger Administrator, der die Schule trotz der Widerstände energisch reformierte. Bei der Verteidigung der Interessen der Schule wurde er von Freiherr von Campenhausen unterstützt. Demidow spendete erhebliche Summen für die Schule. Demidows Arbeit wurde von Kaiserin Maria Fjodorowna sehr geschätzt. 1802 erhielt Demidow den Russischen Orden der Heiligen Anna I. Klasse. 1805 ging er aus Gesundheitsgründen in einen längeren Urlaub und schied 1806 aus dem Dienst.

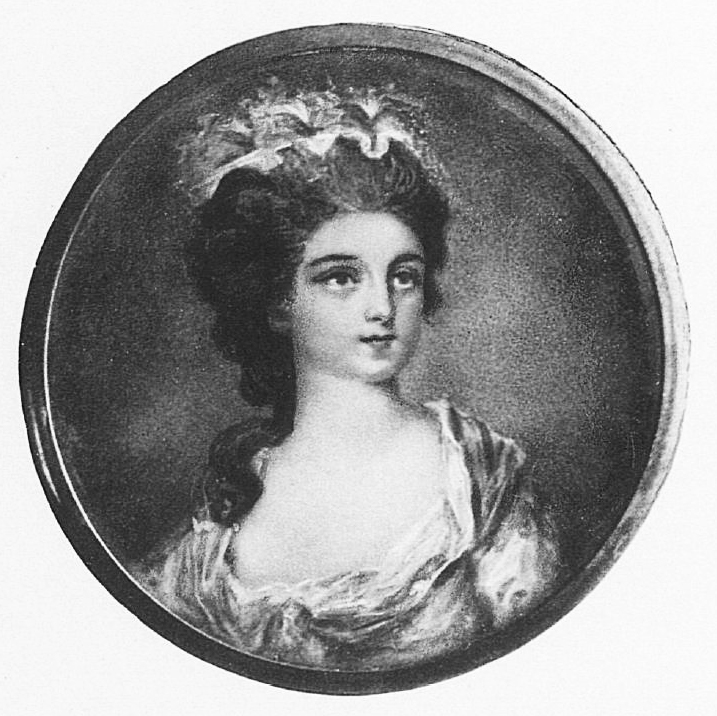
Jekaterina Alexejewna Demidowa

Demidow war seit 1764 verheiratet mit Jekaterina Alexejewna Demidowa geborene Cherebzowa (1748–1810), Tochter des Generals en chef und Senators Alexei Grigorjewitsch Cherebzow und seiner Frau Marija Michailowna geborene Naryschkina. Das Ehepaar bekam vier Töchter und zwei Söhne. Demidowa wurde bekannt durch ihre Liaison mit dem Grafen Alexei Grigorjewitsch Orlow. Als Orlow in den 1770er Jahren in Italien lebte, wohnte Demidowa in Pisa. 1782 verheiratete Demidowa Orlow mit ihrer ältesten Nichte Jewdokija Nikolajewna Lopuchina. Demidowa wurde in St. Petersburg auf dem Friedhof des Alexander-Newski-Klosters begraben. Demidow wurde auf dem Lazarus-Friedhof am Alexander-Newski-Kloster begraben.